# Lewis Boss
Lewis Boss, född 26 oktober 1846 i Providence, Rhode Island, död 5 oktober 1912, var en amerikansk astronom. Han var far till Benjamin Boss.
Boss blev direktör för Dudleyobservatoriet i Albany 1904. Han tilldelades Royal Astronomical Societys guldmedalj 1905 och Lalandepriset 1911. Boss utgav Preliminary general catalogue of 6.188 stars 1910, länge den fullständigaste katalogen över stjärnornas egenrörelse. Han upptäckte även den så kallade "Taurus-strömmen", en av de stjärnströmmar som senare skulle leda till upptäckten av galaxerna.